# Henri Armengol
Pour les articles homonymes, voir Armengol.
Henri Armengol, né le 26 mai 1884 et mort le 9 octobre 1944, est un dessinateur, illustrateur et caricaturiste français qui illustra de nombreux romans merveilleux-scientifiques pour la maison d'édition Ferenczi & fils.

## Biographie

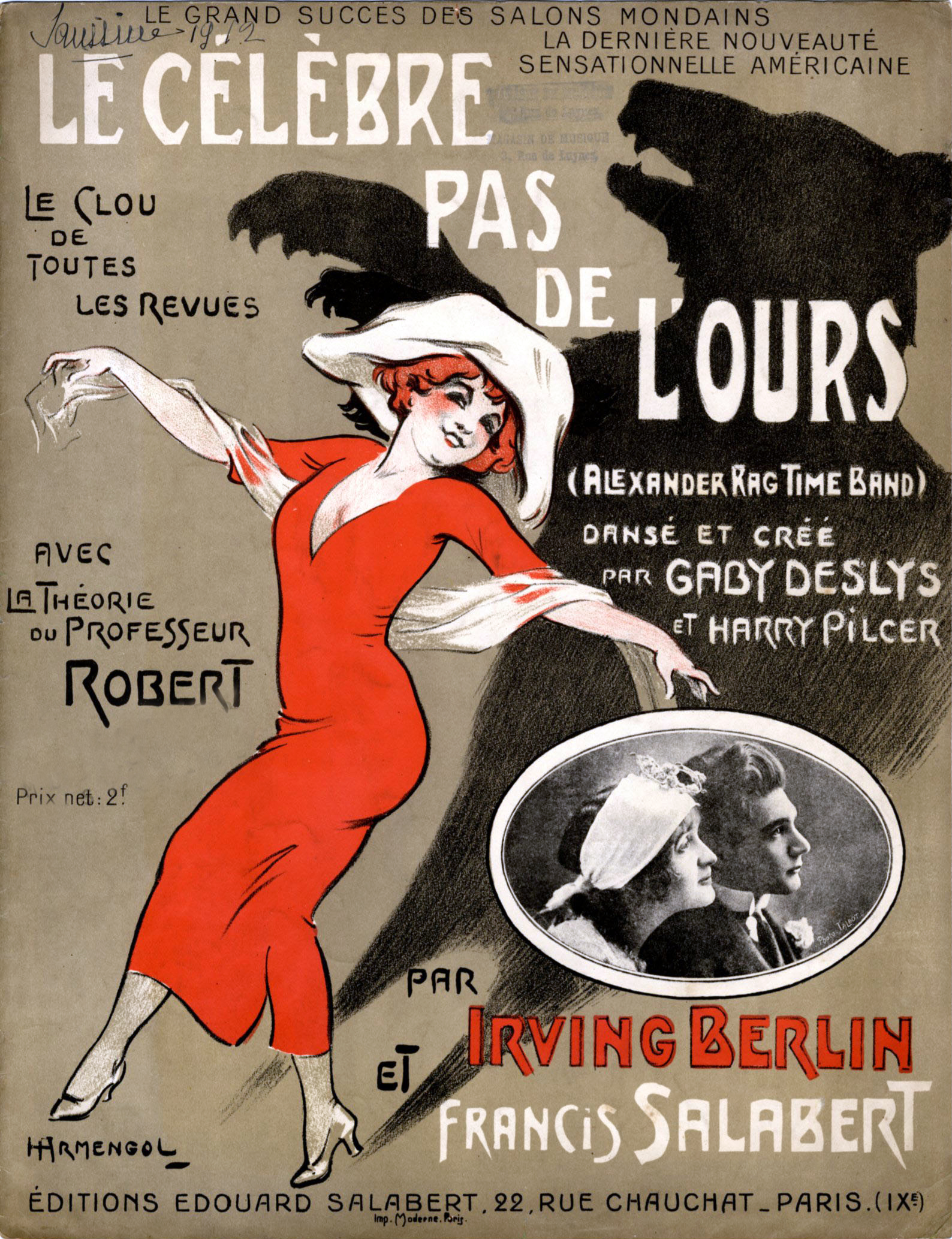
Affiche lithographiée (1912) pour la partition Le Célèbre Pas de l'ours créé par Gaby Deslys.

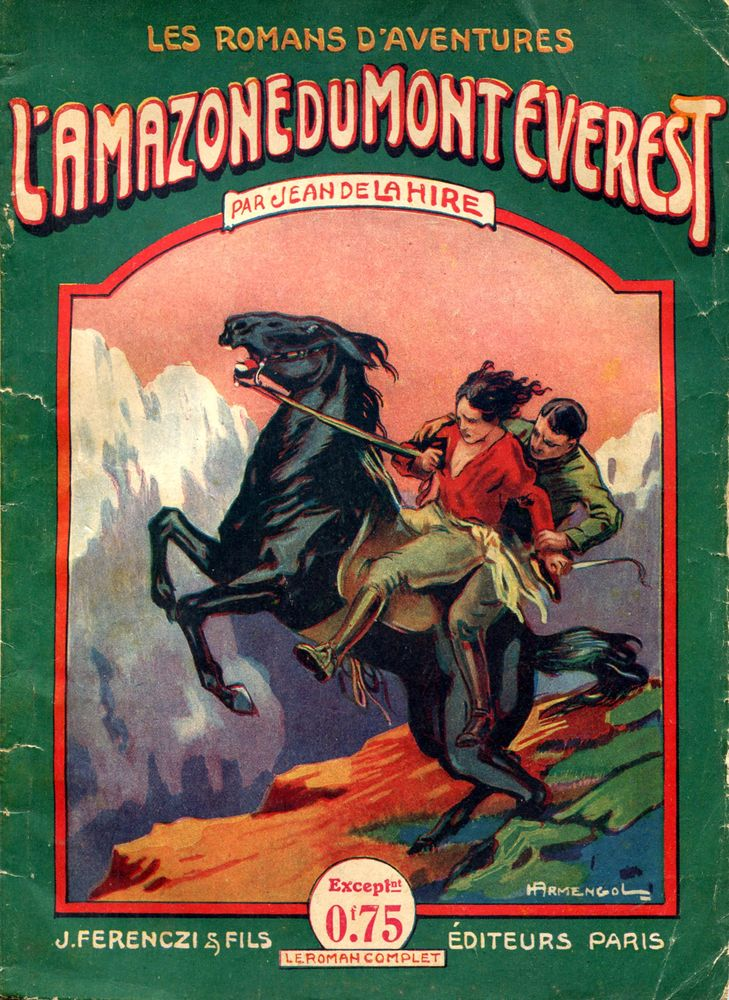
L'Amazone du Mont Everest, couverture illustrée pour le roman de Jean de la Hire.

Après de courtes études, il fréquente le cabaret Le Chat noir dans lequel se retrouve nombre d'artistes et d'écrivains. Il illustre par ailleurs de nombreux journaux humoristiques, tels que Le Rire, Le Frou-frou ou Le Pêle-Mêle. Cependant, c'est pendant la Première Guerre mondiale qu'il commence à vivre de son art. En effet, engagé comme dessinateur par la Goldwyn-Mayer, il en profite pour quitter le front et réaliser des couvertures pour la compagnie. Rapidement, à la suite d'une baisse de commandes pour le cinéma, il se reconvertit comme dessinateur pour les maisons d'éditions afin d'illustrer des romans populaires. 
Il débuta sa collaboration avec la maison d'édition Ferenczi & fils en illustrant le roman de Léon Groc, On a volé la Tour Eiffel en 1923. Cette collaboration éditoriale dure jusqu'à la fin des années 1930, et fait de lui l'« illustrateur maison » de la maison d'édition.
Tombé gravement malade au début des années 1940, il meurt en 1944 dans le dénuement total.